# Бетмен: Під каптуром
«Бетмен: Під каптуром» (англ. «Batman: Under The Hood», також відома як англ. «Batman: Under The Red Hood») — це комікс-історія від DC Comics з триваючої серії «Бетмен», написана Джуддом Вініком і проілюстрована Дуґом Магнке. 
Сюжет описаний у щомісячній серії «Batman», у випусках Batman #635-641 (листопада 2004 - червень 2005) та #645-650 (листопада 2005 - березень 2006).
Історія була особлива тим, що давно мертвий напарник Бетмена - Джейсон Тодд - повернувся до життя і переосмислився як жорстокий антигерой, більше відомий як Червоний ковпак. Сценарист Джеф Леб у своїй історії про Бетмена («Бетмен: Цить») показав, що насправді, Джейсон можливо живий. І Вінік доповнив це поверненням Джейсона та появою у «Цить», перш ніж опублікувати цілу історію навколо нього. Влітку 2010 року Вінік написав сюжет з шести випусків «Red Hood: The Lost Years», у якому докладно описав повернення Джейсона: його навчання по всьому світу та його співпрацю з заклятим ворогом його колишнього наставника, Цить. Влітку 2010 року історія був адаптований у анімаційному фільм під назвою «Бетмен: Під червоним каптуром», який отримав широке визнання серед критиків і глядачів.

## Передмова
У 1988 році сценарист Джим Старлін написав сюжет для серії Бетмена «A Death in the Family», у якому фігурувала смерть Джейсона Тодда від рук Джокера. Історія Джейсона Тодда залишалася практично недоторканою протягом більш ніж 15 років, поки персонаж не виявився залученим у сюжет «Бетмен: Цить». Хоча пізніше з'ясувалося, що насправді це був Глиноликий, він видавав себе за Джейсона, але у кінці «Цитя» піднялося питання про місцезнаходження справжнього тіла Джейсона, оскільки його не було у могилі.

## Сюжет
Флешбек про ранні роки Бетмена (після покидання Діка Ґрейсона ролі Робіна) показує молодого Джейсона Тодда, який намагається вкрасти колеса з Бетмобіля. Після цього він стає новим Робіном. У нашому ж часі нам показують ґанґстера Чорну маску, який контролює більшу частину злочинного світу Ґотем-сіті. Його помічник докладно описує нещодавно зірвані злочинні дії персоною, відомої усім як Червоний ковпак. Тут же швидко з'являється Червоний ковпак та з допомогою вибухівкою дальньої дії руйнує верхній поверх сховища Чорної маски. Після цього Чорна маска об'єднується з іншими суперлиходіями в таємному суспільстві суперлиходіїв (Дезстроук, Капітан Наці, Гуєна, Кайнт Вертіґо) для боротьби з Червоним ковпаком. Коли Бетмен прибуває, він разом з Ковпаком перемагає найнятих лиходіїв Чорної маски, але смертельний стиль Червоного ковпака залишає дуо у поганих стосунках.
Після бою, нам показують більше флешбеків від Альфреда Пенніворта. Після моменту спогадів Альфред отримує пакет з пасмом зеленого волосся і запискою від Джейсона, у якій останній просить Бетмена зустрітися з ним. У наступній сцені Чорна маска скликає всіх своїх кращих соратників на зустріч, яких вбиває Червоний ковпака. Як тільки він це зробив, Маска і Ковпак вступають у бій, який перериває Бетмен, котрий прибув якраз вчасно щоб побачити, як Червоний ковпак б'є в серце своїм власним ножем. Коли Чорна маска вибиває шолом Червоного ковпака, він бачить, що це не Джейсон Тодд, до якого Бетмен підскакує досить голосно, щоб бути виявленим Чорною маскою. Двоє говорять на мить, потім Бетмен ловить Чорну маску. Джейсон тікає щоб підготувати момент у якому він хотів зустрітися з Бетменом.
Джейсон викрадає Джокера і виконує дике побиттям, але в результаті тільки розчаровується маніакальним сміхом лиходія. Коли Джейсон каже Джокеру, що він той накоїв своїм божевільним актом, Джокер на цей раз похмуро замовкає. Потім з'являється Бетмен. Наступний бій був короткий, і переривався вибухом бомби у Бледгейвен, місто у якому Дік Ґрейсон зараз бореться зі злочинністю як Найтвінґ. Потім Джейсон показує місце, де він сховав Джокер. Він кидає пістолет Бетмену і забирає один собі. Використовуючи Джокера у якості живого щита, Джейсон цілиться дулом на голову Джокера і каже Бетмену, що він "повинен вбити Джейсона, або дозволити Джейсону вбити Джокера на рахунок три". В останню половину секунди Бетмен кидає пістолет і кидає батаранґ в плече Джейсона. Потім Джокер запускає вибухівку, підключену до цілої будівлі.
Потім сцена переходить до дивного воскресіння Джейсона. Після цього він поміщається в лікарню, втікає і перетворюючись в живучого на вулиці. Ра'с аль Гул, з допомогою своєї доньки Талії, викрадає Джейсона і тримає його під опікою протягом року. Тоді Ра'с каже своїй донці, що він збирається вигнати Джейсона. Згодом він здійснює коротку поїздку в свою Яму Лазаря. Талія штовхає Джейсона у Яму, покращуючи і роблючи нову більш сильну та більш жорстоку людину. Після цього Талія таємно вивозить його з маєтку і дає йому сумку з грошима, комп'ютером і спогадами про Бетмена, Джокера і Червоного ковпака. Джейсон намагається відновити зв'язок з Бетменом, але його колишній наставник вступає у бій і перемагає його. Він все ж продовжує займатися розкриттям злочинної імперії, одягаючи стару мантію Джокера - Червоний ковпак.

## У інших медіа

### Відеоігри
- Batman: Arkham:
  - Червоний ковпак з'являється як додатковий персонаж у випробуваннях гри «Batman: Arkham Knight», озвучений Троєм Бейкером.
Він також має коротке сюжетне доповнення, у якому безжальний месник розшукує Чорну маску.